# Nyatri Tsenpo
Nyatri Tsenpo (Wylie:  Lde-Nyag-khri- Btsan-po ) is, volgens de traditionele lijst van koningen, de eerste koning van Tibet.
Er is bij hedendaagse tibetologen volstrekte consensus, dat Nyatri Tsenpo en zijn eerste opvolgers mythische figuren zijn.
In de Oude Tibetaanse kroniek wordt zijn komst op aarde onder meer als volgt beschreven:
 Hij kwam uit de goddelijke hemel. In de hoogten van de goddelijke hemel verbleef de Godenvader, die naast drie oudere zoons en drie jongere zoons een zevende zoon had, De Zevende, het Scharnier van de Troon. De zoon van de Zevende, het Scharnier van de Troon was Tri Nyaktri Tsenpo. .... Toen hij voor het eerst op aarde kwam, kwam hij uit zijn eigen wil om Heer te worden van iedereen die leefde onder de hemel, in het midden van de hemel, in het centrum van de aarde, in het hart van het continent, omringd door bergen met eeuwige sneeuw, het gebied van rivieren, waar de bergen hoog zijn en de aarde puur en rein, het land prachtig, mensen geboren worden die dapper en slim zijn en hun goede gewoonten uitvoeren, een plaats waar snelle paarden aanwezig zijn. De mensen herkenden de kwaliteiten waarin hij zo verschilde van andere koningen en onderwierpen zich aan hem.
De essentie van deze mythe die de superioriteit van de Tsenpo (letterlijk De machtige) en de relatie met het landschap benadrukt is een van de leidende thema's in de literatuur over het vroege Tibet. 
Daaruit wordt duidelijk dat geloof in het sacrale karakter van de heerser een essentieel onderdeel was. De monarch was van hemelse oorsprong en nauw verbonden met beschermende godheden die belichaamd werden door met name de bergen van Tibet. Het heilige karakter van die bergen werd weer geassocieerd met belangrijke functies als bron van water, voeden van water naar rivieren, die het mogelijk maakten in valleien landbouw te bedrijven.

## Naam van de koning
De oorspronkelijke naam in de vroegste literatuur over de koning was niet Nyatri, maar Nyaktri. Ook in de Oude Tibetaanse kroniek wordt hij uitdrukkelijk als Nyaktri benoemd. Het laatste betekent zoiets als inkeping en moet gerelateerd worden aan de symbolisch belangrijke numerieke positie van zijn hemelse vader als het scharnier tussen drie oudere en drie jongere broers.
In veel latere literatuur werd Nyaktri verbasterd tot Nyatri, dat zoiets als schoudergekroonde betekent. In de meer bekende literatuur werd dat dan uitgelegd om duidelijk te maken, dat zijn onderdanen hem altijd in een draagstoel vervoerden.

## HetHemelkoord
De eerste zeven koningen, te beginnen met Nyatri Tsenpo, worden in de Tibetaanse literatuur benoemd als de zeven hemelse tronen. In de kroniek wordt over deze zeven opgemerkt, dat als de zoon in staat was een paard te berijden, de vader weer naar de hemel vertrok.
Een andere tekst in de Oude Tibetaanse kroniek beschrijft dat als volgt:
 Deze zeven bezaten op hun kroon het zogenaamde hemelkoord. Dat was een straal van wit licht. Als deze zeven het gebied van het lijden verlieten en afreisden naar het rijk van de goden, losten zij zichzelf op in het licht en nadat het licht in de hemel was uitgedoofd, lieten ze geen lichamen achter op aarde. De mausolea van deze zeven waren aanwezig in de ruimte.
Sinds het verschijnen van het werk The secret characters of the kings of Tibet van Giuseppe Tucci (1894 - 1984) in 1955 worden deze en soortgelijke teksten verklaard door de aanname van een vorm van toen gebruikelijke geritualiseerde koningsmoord.  